# Le Dalaï-Lama parle de Jésus : Une perspective bouddhiste sur les enseignements de Jésus
Le Dalaï-Lama parle de Jésus : Une perspective bouddhiste sur les enseignements de Jésus est un livre de Tenzin Gyatso, le 14e Dalaï Lama et de Laurence Freeman, reprenant les actes du séminaire John Main (en) de Londres de 1994 publié en 1995 en anglais, il est traduit par Dominique Lablanche en français  et publié dans cette langue en 1996.

## Résumé
Dans la préface de la version française, traduit par Dominique Lablanche avec une relecture d'Anne Benson pour le Comité de traduction Padmakara, Jean-Paul Ribes, militant défenseur de la cause tibétaine, reprend le proverbe tibétain évoqué par le dalaï-lama  « N'essayez pas de mettre une tête de yack sur un corps de mouton » signifiant que la nature d’un être ne peut être modifiée, et suggérant les difficultés de changer de religion, mais aussi la richesse de leur diversité. Il conclut en mentionnant que le dalaï-lama rappelle discrètement que le Tibet et les Tibétains ont besoin de notre soutien et que si sa spiritualité parvient à survivre, elle profitera non seulement aux Tibétains « mais contribuera grandement au bien-être du peuple chinois ».
Le livre constitue les actes du séminaire John Main (en) qui a pris place à l'université du Middlesex à Londres en septembre 1994. Il a rassemblé 350 chrétiens pratiquant la méditation et des bouddhistes autour du dalaï-lama et du moine bénédictin Laurence Freeman, dans une volonté de dialogue entre chrétiens et bouddhistes, prolongeant ainsi la rencontre d'Assise du 27 octobre 1986.
Dans ce livre de dialogue inter-religieux historique, le dalaï-lama donne une perspective bouddhiste sur les enseignements de Jésus, commentant huit extraits des quatre évangiles, dont le sermon sur la montagne, la parabole de la graine de moutarde, la résurrection, et d'autres comme l'amour des ennemis, le royaume de Dieu, la transfiguration, la mission et la foi, hautement mise en valeur par les bouddhistes. Les exposés du dalaï-lama sont suivis de discussions avec le père Freeman et des invités et des personnes de l'auditoire. 
Dès le début du colloque le dalaï-lama explique : « Mon souci principal est le suivant : comment puis-je aider ou servir le pratiquant chrétien? Ce que je voudrais le moins au monde c'est semer le doute et le scepticisme dans les esprits. Comme je l'ai dit plus tôt, je suis absolument convaincu que la variété des traditions religieuses actuelles est précieuse et pertinente. D'après ma propre expérience, toutes les grandes traditions religieuses du monde parlent une langue et délivrent un message commun sur lesquels nous pouvons bâtir une véritable entente mutuelle ».
Le livre comprend également des informations sur les traditions chrétienne et bouddhiste. Laurence Freeman donne le contexte chrétien des textes évangéliques commentés, tandis que Geshe Thupten Jinpa, l'interprète du dalaï-lama, donne le contexte bouddhiste.
L'ouvrage ne comporte qu'une page, la dernière du livre, intitulée « Le Tibet depuis l'occupation chinoise en 1950 ».

## Accueil critique
Pour Raphaël Liogier, ou encore Marcus Borg (en) et Ray Riegert, cet ouvrage fait partie des ouvrages qui comparent le bouddhisme et le christianisme,.

## Citations

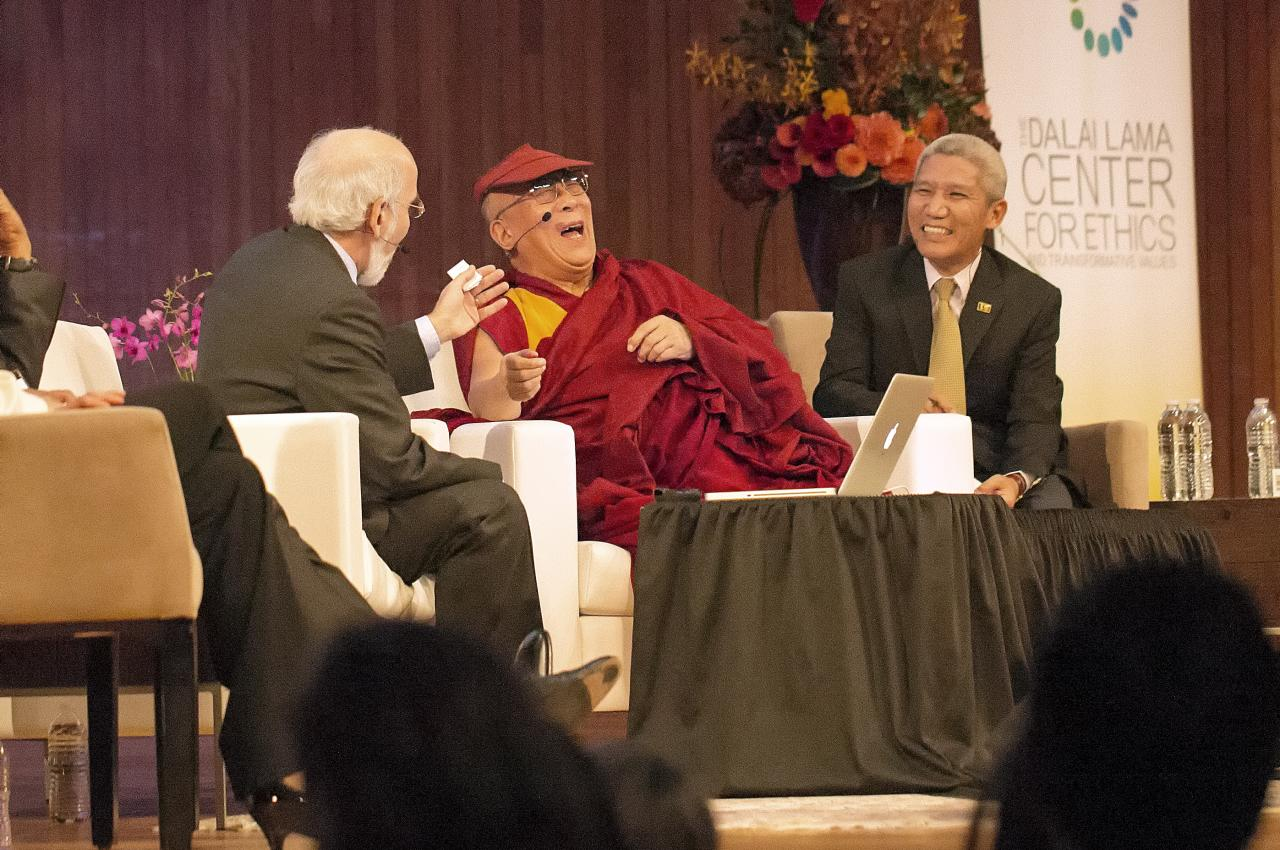
Le dalaï-lama et le guéshé Thupten Jinpa à Boston en 2012.

- Le dalaï-lama déclare au début du séminaire[10]: « Je crois que le but de toutes les grandes traditions religieuses n'est pas de construire de grands temples à l'extérieur, mais de créer des temples de bonté et de compassion à l'intérieur, dans nos cœurs. »[11]

- Dans les conclusions du chapitre sur contexte bouddhique du séminaire, le guéshé Thupten Jinpa écrit : « Ce n’est pas la revendication de la vérité métaphysique qui permet de juger si un enseignement spirituel est valable ou non. Le critère essentiel est son efficacité à offrir le salut ou la libération spirituelle. »[12].

## Suite
Le groupe de la Voie de la Paix, Way of Peace Fellowship, réunissant des étudiants de l’université de Georgetown et de l’université catholique d'Amérique à Washington DC s'est formé à la suite du séminaire et du livre,.